# Milinko Pantić
Milinko Pantić (n. 5 de septiembre de 1966, Loznica, Yugoslavia - Serbia) es un exfutbolista serbio que jugó como mediocampista. Actualmente es entrenador y se encuentra sin equipo.

## Trayectoria

### Como jugador
Sus inicios se remontan al FK Partizan Belgrado, donde Pantic no era titular. En 1991, con 25 años, llega a la liga griega al fichar por el Panionios. Allí se convierte en un año en el mejor jugador de la liga helena, pero no da el salto a un grande hasta 1995, ya con 29 años, al llegar al Atlético de Madrid de la mano de su gran valedor, Radomir Antić, su fichaje costó 75 millones de pesetas. Como anécdota podemos decir que el propio Antic estaba dispuesto a pagar de su bolsillo el fichaje.
Debutó en la liga española el 3 de septiembre de 1995, en la primera jornada de liga frente a la Real Sociedad, marcando un gol de lanzamiento de falta directa, su gran especialidad.
Jugó tres temporadas en el Atlético de Madrid. En la primera disputó 41 partidos y metió 10 goles; en la segunda jugó 37 partidos, anotando 5 goles; en la última participó en 29 partidos y metió 3 goles. Sobre todo se debe destacar su fundamental contribución en el doblete (Campeonato Nacional de Liga y Copa del Rey) logrados por su equipo el primer año de su estancia en el mismo. En particular, marcó de cabeza (su primer gol en esta modalidad en toda su carrera) el gol decisivo en la prórroga de la Final de la Copa del Rey disputada contra el FC Barcelona en Zaragoza.
En su segundo año con el Atlético, jugando la Copa de Europa, fue el máximo goleador en aquella edición con 5 tantos. Especialmente memorable fue su gol de falta directa en Dortmund, contra el Borussia, equipo que al final se alzaría con el trofeo.
En 1999 se marchó al Le Havre AC francés y se retiró dos años más tarde en el Panionios NFC griego.
Goles de tiro libre:
| # | Fecha      | Equipo          | vs | Adversario        | Competición |
| 1 | 03/09/1995 | Atlético Madrid | vs | Real Sociedad     | L1 ESP      |
| 2 | 05/10/1995 | Atlético Madrid | vs | Espanyol          | L1 ESP      |
| 3 | 28/01/1996 | Atlético Madrid | vs | Athletic Bilbao   | L1 ESP      |
| 4 | 21/02/1996 | Atlético Madrid | vs | Valencia          | C1 ESP      |
| 5 | 27/04/1996 | Atlético Madrid | vs | Valencia          | L1 ESP      |
| 6 | 30/10/1996 | Atlético Madrid | vs | Borussia Dortmund | CHL         |
| 7 | 02/06/1997 | Atlético Madrid | vs | Zaragoza          | L1 ESP      |
| 8 | 04/12/1996 | Atlético Madrid | vs | Widzew Lodz       | CHL         |

### Como entrenador
En mayo de 2011 Pantic, hasta ahora Director Técnico de la Fundación Atlético de Madrid sustituyó a Antonio Rivas como entrenador del Atlético "B".
Actualmente es el director técnico de la Fundación Atlético de Madrid y se encarga de las tareas de formación de fútbol base.
También forma parte del equipo de veteranos del Atlético de Madrid en la Liga Indoor.
En julio de 2016 ficha por el Dalian Yifang en sustitución de Mikael Stahre.Fue sustituido a los dos meses cuando el equipo estaba lejos de luchar por los puestos de ascenso.

## Selección nacional
Disputó dos encuentros con la selección de fútbol de Serbia y Montenegro.

## Clubes

### Como jugador
| Club                 | País       | Año       |
| -------------------- | ---------- | --------- |
| Partizán de Belgrado | Yugoslavia | 1985-1991 |
| Panionios NFC        | Grecia     | 1991-1995 |
| Atlético de Madrid   | España     | 1995-1998 |
| Le Havre AC          | Francia    | 1998-1999 |
| Panionios NFC        | Grecia     | 1999-2001 |

### Como entrenador
| Club                        | País       | Año       |
| --------------------------- | ---------- | --------- |
| Club Atlético de Madrid "B" | España     | 2011-2012 |
| FC Bakú                     | Azerbaiyán | 2013-2014 |
| Dalian Yifang               | China      | 2016      |

## Curiosidades
- Famoso por sus saques de esquina, un ramo de flores era depositado junto al banderín de córner en el Estadio Vicente Calderón cada domingo, como homenaje al mejor sacador que se recuerda en el estadio del Manzanares.
- A instancias del fallecido presidente Jesús Gil y Gil, también se le colocó un busto en las dependencias del estadio por su gol en la final de la copa del rey de Zaragoza.
- En el histórico partido FC Barcelona 5 Atlético 4 de Copa del Rey de la temporada 96/97 Pantic metió los cuatro goles del Atlético.